# Selçuk Yıldırımkaya
Selçuk Yıldırımkaya (* 21. Dezember 1975 in Fındıklı (Rize)) ist ein türkischer Fußballspieler, der für Kartalspor spielt.

## Karriere
Yıldırımkaya begann mit dem Vereinsfußball in der Jugend des türkischen Traditionsvereins Pazarspor. Hier erhielt er 1996 einen Profivertrag und wurde Teil des Profiteams. Nach einem Jahr in der Profimannschaft wechselte er zum Zweitligisten Malatyaspor. Für Malatyaspor spielte er im nachfolgenden zwei Spielzeiten lang als Stammspieler. 1999 ging er zum Ligakonkurrenten Çaykur Rizespor. Mit dieser Mannschaft erreichte er zum Saisonende den Play-off-Gewinn der TFF 1. Lig und damit den Aufstieg in die Süper Lig. Nach diesem Erfolg verließ er den Verein.
Zur neuen Saison kehrte er zu Malatyaspor zurück und schaffte zum Saisonende mit dieser Mannschaft ebenfalls den Play-off-Gewinn der TFF 1. Lig und damit den Aufstieg in die Süper Lig. Nachdem er auch eine Spielzeit in der Süper Lig für Malatyaspor gespielt hatte, wechselte er innerhalb der Liga zu Elazığspor. Hier saß er eine Spielzeit nahezu nur auf der Ersatzbank, weswegen er den Verein zum Saisonende wieder verließ. Die nachfolgende Zeit spielte er für eine Reihe von diversen Zweitligamannschaften.
Im Frühjahr 2009 wechselte er dann zum Istanbuler Zweitligisten Kartalspor. Hier beendete er im Sommer 2012 seine Karriere.

## Erfolge
- Mit Çaykur Rizespor:
  - Play-off-Sieger der TFF 1. Lig: 1999/00
  - Aufstieg in die Süper Lig: 1999/00

- Mit Malatyaspor:
  - Play-off-Sieger der TFF 1. Lig: 2000/01
  - Aufstieg in die Süper Lig: 2000/01